# Kamenný Újezd (Boêmia do Sul)
Kamenný Újezd é uma comuna checa localizada na região da Boêmia do Sul, distrito de České Budějovice.